# Maisoncelles-du-Maine
Maisoncelles-du-Maine és un municipi francès situat al departament de Mayenne i a la regió de País del Loira. L'any 2007 tenia 477 habitants.

## Demografia

### Població
El 2007 la població de fet de Maisoncelles-du-Maine era de 477 persones. Hi havia 157 famílies de les quals 26 eren unipersonals (13 homes vivint sols i 13 dones vivint soles), 34 parelles sense fills, 93 parelles amb fills i 4 famílies monoparentals amb fills.
La població ha evolucionat segons el següent gràfic:
Habitants censats

### Habitatges
El 2007 hi havia 177 habitatges, 160 eren l'habitatge principal de la família, 7 eren segones residències i 10 estaven desocupats. 176 eren cases i 1 era un apartament. Dels 160 habitatges principals, 132 estaven ocupats pels seus propietaris, 26 estaven llogats i ocupats pels llogaters i 2 estaven cedits a títol gratuït; 2 tenien dues cambres, 12 en tenien tres, 36 en tenien quatre i 111 en tenien cinc o més. 134 habitatges disposaven pel capbaix d'una plaça de pàrquing. A 57 habitatges hi havia un automòbil i a 102 n'hi havia dos o més.

### Piràmide de població
La piràmide de població per edats i sexe el 2009 era:
| Homes | Edats   | Dones |
| ----- | ------- | ----- |
| 0     | 95 o +  | 0     |
| 0     | 90 a 94 | 0     |
| 0     | 85 a 89 | 0     |
| 0     | 80 a 84 | 0     |
| 0     | 75 a 79 | 4     |
| 12    | 70 a 74 | 0     |
| 0     | 65 a 69 | 8     |
| 4     | 60 a 64 | 8     |
| 16    | 55 a 59 | 12    |
| 16    | 50 a 54 | 8     |
| 8     | 45 a 49 | 12    |
| 8     | 40 a 44 | 12    |
| 20    | 35 a 39 | 16    |
| 32    | 30 a 34 | 32    |
| 16    | 25 a 29 | 12    |
| 8     | 20 a 24 | 8     |
| 8     | 15 a 19 | 0     |
| 36    | 10 a 14 | 12    |
| 24    | 5 a 9   | 16    |
| 12    | 0 a 4   | 16    |

## Economia
El 2007 la població en edat de treballar era de 315 persones, 256 eren actives i 59 eren inactives. De les 256 persones actives 242 estaven ocupades (136 homes i 106 dones) i 14 estaven aturades (3 homes i 11 dones). De les 59 persones inactives 16 estaven jubilades, 26 estaven estudiant i 17 estaven classificades com a «altres inactius».

### Ingressos
El 2009 a Maisoncelles-du-Maine hi havia 164 unitats fiscals que integraven 511,5 persones, la mediana anual d'ingressos fiscals per persona era de 18.194 €.

### Activitats econòmiques
Dels 10 establiments que hi havia el 2007, 1 era d'una empresa extractiva, 3 d'empreses de construcció, 1 d'una empresa d'hostatgeria i restauració, 1 d'una empresa d'informació i comunicació, 2 d'empreses de serveis i 2 d'entitats de l'administració pública.
L'únic servei als particulars que hi havia el 2009 era una fusteria.
L'any 2000 a Maisoncelles-du-Maine hi havia 36 explotacions agrícoles que ocupaven un total de 1.312 hectàrees.

## Equipaments sanitaris i escolars
El 2009 hi havia una escola elemental integrada dins d'un grup escolar amb les comunes properes formant una escola dispersa.

## Poblacions més properes
El següent diagrama mostra les poblacions més properes.